# Ја, Тома Базаров, раскидам уговор
„Ја, Тома Базаров, раскидам уговор” је југословенски кратки ТВ филм из 1980. године. Режирао га је Миљенко Дерета а сценарио је написао Зоран Петровић.

## Улоге
| Глумац       | Улога |
| ------------ | ----- |
| Славко Симић |       |